# Сухий Єланець
Сухи́й Єлане́ць — село в Україні, у Миколаївському районі Миколаївської області. Адміністративний центр Сухоєланецької сільської громади. Населення становить 1002 особи.

## Історія
Розташована на однойменній річці Сухий Єланець, що протікає старовинною балкою Рошковата, що тягнеться степами на десятки кілометрів з півночі на південь. Іншою історичною назвою Сухого Єланця була Причепівка (достеменно невідомо, котра з них була ранішою; так, станом на 1896 рік зветься саме Причепівкою).
У 1820-1850-ті роки ця місцевість входила до складу Херсонських (Південних) військових поселень. Першим історичним попередником Сухого Єланця був, вочевидь, так званий хутір Танасевича, фіксований тут у 1840-1850-х рр. Після скасування поселень увійшов до складу Новоодеської волості Херсонського повіту.
Імовірно тим самим хутором Танасевич було невеличке поселення неподалік німецької колонії Рошковатої (вочевидь, входила до її складу, існувала принаймні в 1860-ті роки, зафіксована на т. зв. мапі Шуберта). Власне колонія Рошковата знаходилася дещо південніше від теперішнього села. Втім, з невідомих причин, урядова статистика кінця XIX століття виникнення Сухого Єланця датувала лише 1871 роком. Вочевидь, німецьких поселенців в зв'язку з осадженням Сухого Єланця було переселено до інших осад. Відтак на цьому місці було оселено українські родини.
Власне селище Сухий Єланець засноване мешканцями навколишніх сіл та мігрантами з Київської та Чернігівської губерній. Земельний обшир, на якому виникло село, офіційно звався 14 ділянкою т. зв. Сухоєланецької скарбово-чиншової статті (фонду незаселених чи малозаселених територій з числа земель колишніх військовопоселенських земель). У перші десятиліття свого існування (принаймні до жовтневого перевороту) паралельно Сухий Єланець називався іще Причепівкою.
Станом на 1886 рік у селі Ново-Одеської волості мешкало 222 особи, налічувалось 50 дворів, молитовний будинок, школа, лавка.
1887 року в Сухому Єланці відкрито та освячено православну церкву на честь Св. Марії Магдалини, парафія якої обіймала вірян з кількох навколишніх сіл. У січні 1930 року сільську святиню було спаплюжено — спалено ікони, хоругви, богослужбові книги, інше церковне начиння.
Мешканці села потерпали в роки Голодомору, втім — за свідченнями тих, хто вижив, у селі, завдяки їдальні, врятувалися біженці з інших сіл. Принаймні кілька сухоєланчан стали жертвами сталінських репресій.
1944 року в селі певний час розташовувався штаб радянського воєначальника, згодом — маршала Василевського.
У 1950-ті роки до Сухоєланецької сільради включено село Суворівку.

## Населення
Згідно з переписом УРСР 1989 року чисельність наявного населення села становила 984 особи, з яких 443 чоловіки та 541 жінка.
За переписом населення України 2001 року в селі мешкало 996 осіб.

### Мова
Розподіл населення за рідною мовою за даними перепису 2001 року:
| Мова       | Відсоток |
| ---------- | -------- |
| українська | 95,31 %  |
| російська  | 2,30 %   |
| молдовська | 1,30 %   |
| вірменська | 0,90 %   |
| угорська   | 0,10 %   |